# Пам'ятки культурної спадщини Вишнівецької громади
У статті наведений перелік об'єктів культурної спадщини Вишнівецька громади Кременецького району Тернопільської области України.

## Пам'ятки археології
| №  | Назва                          | Дата | Адреса | Охоронний номер | Документ про взяття на облік |
| -- | ------------------------------ | --- | --- | --------------- | --- |
| 1  | Поселення Бодаки І             | трипільська культура (IV-кінець ІІІ тис. до н.е.) | с. Бодаки, урочище Бучина (Чорна криниця) | 2311            | Рішення виконкому Тернопільської обласної ради від 14.07.1989 № 162 |
| 2  | Поселення Бодаки ІІ            | трипільська культура (IV-кінець ІІІ тис. до н.е.) | с. Бодаки, правий берег р. Горинь, на схід від села | 2312            | Наказ управління культури обласної державної адміністрації від 18.10.2005 № 112 |
| 3  | Городище Бодаки ІІІ            | давньоруський час (ХІ-ХІІІ ст.) | с. Бодаки, північні околиці села на високому лівому березі р. Горинь. На вершині гори „Замок”, із східної сторони відпрацьованого кар’єра та із північної сторони соснового лісу | 4444-Тр         | Рішення виконкому Тернопільської обласної ради від 14.07.1989 № 162 ; Наказ департаменту культури, релігій та національностей обласної державної адміністрації від 15.05.2014 № 76-од, Наказ Міністерства культури України від 18.04.2017 № 325 |
| 4  | Поселення Бодаки IV            | фінальний палеоліт (15-10 тис. до н.е.); трипільська к-ра (VI-IV тис. до н.е.); комарівська культура (XVI-XIV ст. до н.е.); ранньозалізний вік (V-І тис. до н.е.); давньоруський час, (ХІ-ХІІІ ст.) | с. Бодаки, північні околиці села на високому лівому березі р. Горинь. На вершині гори „Замок”, із східної сторони відпрацьованого кар’єра та із північної сторони соснового лісу | 4445-Тр         | Рішення виконкому Тернопільської обласної ради від 14.07.1989 № 162 ; Наказ департаменту культури, релігій та національностей обласної державної адміністрації від 15.05.2014 № 76-од, Наказ Міністерства культури України від 18.04.2017 № 325 |
| 5  | Поселення Великі Вікнини І     | ранньозалізний час (І тис. до н.е.) голіградська культура (ХІ-VII ст. до н. е.), латенська культура (ІІІ – І ст. до н. е.), пшеворська культура (середина І ст. до н. е. – ІІІ ст. н. е.), липицька культура (середина І ст. до н. е. – ІІІ ст. н. е.), черняхівська культура (ІІІ-IV ст. н. е.), празька культура (V-VII ст. н. е.), давньоруський час (Х – ХІ ст.) | с. Великі Вікнини, на колишньому полі Прокіпа Вальчука | 2313            | Наказ управління культури обласної державної адміністрації від 18.10.2005 № 112 |
| 6  | Поселення Великі Вікнини ІІ    | епоха бронзи –ранньозалізний вік (ІІ-І тис. до н.е.) | с. Великі Вікнини, східні околиці села, на лівому березі струмка, що впадає в р. Самець                                                                                          | 2028            | Наказ департаменту культури, релігій та національностей обласної державної адміністрації від 18.05.2015 № 61 |
| 7  | Поселення Великі Вікнини ІІІ   | енеоліт (IV-III тис. до н.е. ) – бронза (III-II тис. до н.е.) | с. Великі Вікнини, східні околиці села, на межі сіл Малі і Великі Вікнини на правому березі лівої притоки р. Горинь.                                                             | 2029            | Наказ департаменту культури, релігій та національностей обласної державної адміністрації від 18.05.2015 № 61 |
| 8  | Стоянка Вишнівець І            | 16-17 ст. | смт Вишнівець, західніше автомобіль-ного мосту (дорога Тернопіль-Кременець) низька тераса лівого берега Горині                                                                   | 2315            | Наказ управління культури обласної державної адміністрації від 18.10.2005 № 112 |
| 9  | Поселення Вишнівець ІІ         | трипільська культура (IV-кінець ІІІ тис. до н.е.), рання бронза підкарпатська культура шнурової кераміки (ХІХ – XVI ст. до. н. е.), черняхівська культура (ІІІ-IV ст. н. е.), давньоруський час (ХІ-ХІІІ ст.) | смт Вишнівець, західна частина бувш. с. Мухавець, пологий схил лівого берега Горині                                                                                              | 2316            | Наказ управління культури обласної державної адміністрації від 18.10.2005 № 112 |
| 10 | Стоянка Кинахівці І            | пізній палеоліт (40-10 тис. років тому) | с. Кинахівці, околиці села, за 6 км на північ від м. Збараж | 2331            | Наказ управління культури обласної державної адміністрації від 18.10.2005 № 112 |
| 11 | Стоянка Котюжини І             | пізній палеоліт (40-10 тис. років тому) | с. Котюжини, урочище Глисти | 2341            | Розпорядження Представника Президента України у Тернопільській області від 25.06.1992 № 148 |
| 12 | Поселення Котюжини ІІ          | трипільська культура (IV-кінець ІІІ тис. до н. е.) | с. Котюжини, на території колишнього хут. Скала | 2342            | Наказ управління культури обласної державної адміністрації від 18.10.2005 № 112 |
| 13 | Городище Котюжини ІІІ          | давньоруський час (ХІ-ХІІІ ст.) | с. Котюжини, на території колишнього хут. Скала | 2343            | Наказ управління культури обласної державної адміністрації від 18.10.2005 № 112 |
| 14 | Поселення Котюжини IV          | ранній залізний вік (І тис. до н.е.) | с. Котюжини, центральна частина села, І-ІІ надзаплавні тераси лівого берега р. Горинь                                                                                            | 1306            | Наказ управління культури обласної державної адміністрації від 27.01.2010 № 16 |
| 15 | Поселення Котюжини V           | епоха бронзи – ранньозалізний вік (ІІ-І тис. до н.е.) | с. Котюжини, східні околиці села, лівий берег р. Горинь | 4472-Тр         | Наказ депратамента культури, релігій та національностей обласної державної адміністрації від 15.05.2014 № 76-од, Наказ Міністерства культури України від 18.04.2017 № 323 16 \|\| Стоянка, поселення \|\| пізній палеоліт (40-10 тис. років тому), трипільська культура (IV-кінець ІІІ тис. до н. е.) \|\| с. Лози, уроч. Вали \|\| \|\| Рішення виконкому Тернопільської обласної ради від 14.07.1989 № 162 |
| 17 | Поселення Малі Вікнини І       | епоха бронзи – ранній залізний вік (ІІ-І тис. до н.е.); черняхівська культура (ІІІ-IV ст. н. е.); давньоруський час (ХІІ – ХІІІ ст.) | с. Малі Вікнини, центральна частина села, правий берег безіменного потічка | 1609            | Наказ управління культури обласної державної адміністрації від 27.01.2010 № 16 |
| 18 | Поселення Малі Вікнини ІІ      | епоха бронзи – ранньозалізний вік (ІІ-І тис. до н.е.); давньоруський час, (Х ст.) | Північна частина села по лівому березі струмка, по вул. Двірська | 4473-Тр         | Наказ департаменту культури, релігій та національностей обласної державної адміністрації від 15.05.2014 № 76-од , Наказ Міністерства культури України від 18.04.2017 № 323 |
| 19 | Стоянка Малі Вікнини ІІІ       | середній палеоліт (150 – 40 тис. р.т.); фінальний палеоліт (40-10 тис. р.т.) | Південно-західна частина села, на вершині пагорба, південніше недіючого кар’єру                                                                                                  | 4474-Тр         | Наказ департаменту культури, релігій та національностей обласної державної адміністрації від 15.05.2014 № 76-од , Наказ Міністерства культури України від 18.04.2017 № 323 |
| 20 | Могильник Млинівці І           | черняхівська культура (кін. ІІ- поч. V ст. н. е.) | с. Млинівці, південна частина села схил мису лівого берега Ікви | 2513            | Наказ управління культури обласної державної адміністрації від 18.10.2005 № 112 |
| 21 | Поселення Очеретне І           | черняхівська культура (ІІІ- IV ст. н. е.) | с.Очеретне, урочище Тараси | 2518            | Розпорядження Представника Президента України у Тернопільській області від 25.06.1992 № 148 |
| 22 | Поселення Очеретне ІІ          | черняхівська культура (ІІІ- IV ст. н. е.) | с. Очеретне, урочище Опал | 2519            | Розпорядження Представника Президента України у Тернопільській області від 25.06.1992 № 148 |
| 23 | Поселення Очеретне ІІІ         | ранній залізний вік (І тис. до н. е.) | с. Очеретне, урочище Городи, правий берег Горині, центр села | 2520            | Наказ управління культури обласної державної адміністрації від 18.10.2005 № 112 |
| 24 | Поселення Очеретне IV          | ранній залізний вік (І тис. до н.е.); висоцька культура (XI – VI ст. до н. е.); давньоруський час (ХІІ – ХІІІ ст.) | с. Очеретне, південно-західні околиці села, на північ від хутора Мале Очеретне                                                                                                   | 1472            | Наказ управління культури обласної державної адміністрації від 27.01.2010 № 16 |
| 25 | Стоянка Старий Вишнівець І     | пізній палеоліт (40-10 тис. років тому) | смт Вишнівець, урочище Старе кладовище | 2356            | Рішення виконкому Тернопільської обласної ради від 14.07.1989 № 162 |
| 26 | Стоянка Старий Вишнівець ІІ    | середній палеоліт (150-40 тис. років тому) | смт Вишнівець, урочище Кругляк | 2357            | Рішення виконкому Тернопільської обласної ради від 14.07.1989 № 162 |
| 27 | Поселення Старий Вишнівець ІІІ | трипільська культура (IV-кінець ІІІ тис. до н. е.), черняхівська культура (ІІІ-IV ст. н. е.) | с. Старий Вишівець, урочище Квачівка, північна частина села, правий берег Горині                                                                                                 | 2358            | Наказ управління культури обласної державної адміністрації від 18.10.2005 № 112 |
| 28 | Поселення Старий Вишнівець IV  | епоха бронзи - ранньозалізний вік (ІІ-І тис. до н.е.); давньоруський час (ХІІ-ХІІІ ст.н.е.) | с. Старий Вишнівець, північна частина села, біля греблі на підвищеному мисі утвореному вигином бравого берега р. Горинь                                                          | 2076            | Наказ управління культури обласної державної адміністрації від 09.09.2016 № 121-од |

## Пам'ятки архітектури
| №   | Назва                                     | Дата             | Адреса                              | Охоронний номер | Документ про взяття на облік                                         |
| --- | ----------------------------------------- | ---------------- | ----------------------------------- | --------------- | -------------------------------------------------------------------- |
| 1.  | Церква Різдва Пресвятої Богородиці (дер.) | XVIII ст.        | смт Вишнівець                       | 1909            | розпорядження Представника Президента України від 22.02.1993 р. № 58 |
| 2.  | Палацовий комплекс (мур.)                 | 1640-1720 рр.    | смт Вишнівець                       | 663/0           | постанова Ради Міністрів УРСР від 24.08.1963 р. № 970                |
| 3.  | Палац (мур.)                              | 1720 р.          | смт Вишнівець вул. Замкова, 5       | 663/1           | постанова Ради Міністрів УРСР від 24.08.1963 р. № 970                |
| 4.  | Брами (мур.)                              | 1720 р.          | смт Вишнівець                       | 663/2           | постанова Ради Міністрів УРСР від 24.08.1963 р. № 970                |
| 5.  | Господарські флігелі (мур.)               | 1720 р.          | смт Вишнівець                       | 663/3           | постанова Ради Міністрів УРСР від 24.08.1963 р. № 970                |
| 6.  | Парк                                      | кінець XVIII ст. | смт Вишнівець                       | 663/4           | постанова Ради Міністрів УРСР від 24.08.1963 р. № 970                |
| 7.  | Млин (мур.)                               | 1905 р.          | смт Вишнівець пров. Кременецький, 4 | 1906            | розпорядження Представника Президента України від 22.02.1993 р. № 58 |
| 8.  | Житловий будинок (мур.)                   | 1905 р.          | смт Вишнівець вул. Лесі Українки,40 | 1908            | розпорядження Представника Президента України від 22.02.1993 р. № 58 |
| 9.  | Воскресенська церква (мур.)               | XVII ст.         | смт Вишнівець вул. Замкова          | 1907            | розпорядження Представника Президента України від 22.02.1993 р. № 58 |
| 10. | Монастир кармелітів (мур.)                | XVIII ст.        | смт Вишнівець вул. Замкова, 5       | 1911            | розпорядження Представника Президента України від 22.02.1993 р. № 58 |
| 11. | Церква Святої Трійці (дер.)               | 1892 р.          | смт Вишнівець вул. Троїцька         | 1910            | розпорядження Представника Президента України від 22.02.1993 р. № 58 |
| 12. | Церква Покрови (мур.)                     | 1909 р.          | с. Залісці                          | 1945            | розпорядження Представника Президента України від 22.02.1993 р. № 58 |

## Пам'ятки історії
| №  | Назва                                                                                        | Дата                           | Адреса                                                           | Охоронний номер | Документ про взяття на облік |
| -- | -------------------------------------------------------------------------------------------- | ------------------------------ | ---------------------------------------------------------------- | --------------- | --- |
| 1  | Братська могила воїнів Української Повстанської Армії                                        | 2008 р.                        | с. Бодаки                                                        | 1426            | Наказ управління культури Тернопільської обласної державної адміністрації від 18.10.2005 р. № 112                                 |
| 2  | Пам’ятний знак воїнам-землякам, які загинули в роки Другої світової війни                    | 1966 р.                        | с. Бодаки, центр, вул. Шевченка                                  | 283             | Рішення виконкому Тернопільської обласної ради від 22.03.1971 р. № 147                                                            |
| 3  | Пам’ятний знак воїнам-землякам, які загинули в роки Другої світової війни                    | 1967 р.                        | с. Великий Кунинець                                              | 284             | Рішення виконкому Тернопільської обласної ради від 22.03.1971 р. № 147                                                            |
| 4  | Могила Биковського Ю. Є.                                                                     |                                | с. Великий Кунинець                                              | 1427            | Наказ управління культури Тернопільської обласної державної адміністрації від 18.10.2005 р. № 112                                 |
| 5  | Могила Барана П. С.                                                                          |                                | с. Великий Кунинець                                              | 1428            | Наказ управління культури Тернопільської обласної державної адміністрації від 18.10.2005 р. № 112                                 |
| 6  | Братська могила жертв часів Другої світової війни                                            | перепоховання з криниці в лісі | с. Великі Вікнини, вул. Церковна                                 | 1429            | Наказ управління культури Тернопільської обласної державної адміністрації від 18.10.2005 р. № 112                                 |
| 7  | Пам'ятний знак (хрест) на честь 925-річчя запровадження християнства у Київській Русі        | 1913 р.                        | с. Великі Вікнини, вул. Церковна, на подвір’ї церкви св. Георгія | 3276            | Наказ департаменту культури, релігій та національностей Тернопільської обласної державної адміністрації від 15.05.2014 р. № 76-од |
| 8  | Пам’ятний знак воїнам-землякам, які загинули в роки Другої світової війни                    | 1972 р.                        | с. Великі Вікнини, роздоріжжя на с. Підгайці Шумські             | 1010            | Рішення виконкому Тернопільської обласної ради від 12.06.1978 р. № 286                                                            |
| 9  | Пам’ятний знак воїнам-землякам, які загинули в роки Другої світової війни                    | 1967 р.                        | с. Гнидава                                                       | 538             | Рішення виконкому Тернопільської обласної ради від 22.03.1971 р. № 147                                                            |
| 10 | Могила невідомого воїна Радянської армії                                                     | 1985 р.                        | с. Гнидава, кладовище                                            | 1025            | Рішення виконкому Тернопільської обласної ради від 26.08.1986 р. № 250                                                            |
| 11 | Пам’ятний знак воїнам-землякам, які загинули в роки Другої світової війни                    | 1967 р.                        | с. Дзвиняча                                                      | 918             | Рішення виконкому Тернопільської обласної ради від 25.10.1988 р. № 243                                                            |
| 12 | Пам’ятний знак воїнам-землякам, які загинули в роки Другої світової війни                    | 1968 р.                        | с. Залісці                                                       | 543             | Рішення виконкому Тернопільської обласної ради від 22.03.1971 р. № 147                                                            |
| 13 | Пам’ятний знак воїнам-землякам, які загинули в роки Другої світової війни                    | 1972 р.                        | с. Кинахівці                                                     | 550             | Рішення виконкому Тернопільської обласної ради від 12.06.1978 р. № 286                                                            |
| 14 | Пам’ятний знак воїнам-землякам, які загинули в роки Другої світової війни                    | 1975 р.                        | с. Котюжини, 300 метрів на південний схід від школи, роздоріжжя  | 1005            | Рішення виконкому Тернопільської обласної ради від 12.06.1978 р. № 286                                                            |
| 15 | Пам’ятний знак воїнам-землякам, які загинули в роки Другої світової війни                    | 1982 р.                        | с. Лози                                                          | 883             | Рішення виконкому Тернопільської обласної ради від 27.11.1984 р. № 332                                                            |
| 16 | Козацьке кладовище                                                                           | XVII ст.                       | с. Малі Вікнини, південно-західна околиця села, гора Горловиця   | 3275            | Наказ департаменту культури, релігій та національностей Тернопільської обласної державної адміністрації від 15.05.2014 р. № 76-од |
| 17 | Пам’ятний знак воїнам-землякам, які загинули в роки Другої світової війни                    | 1972 р.                        | с. Раковець                                                      | 565             | Рішення виконкому Тернопільської обласної ради від 12.06.1978 р. № 286                                                            |
| 18 | Військове кладовище: Братська могила воїнів Радянської армії; могили воїнів Радянської армії | 1957 р.                        | смт Вишнівець                                                    | 285             | Рішення виконкому Тернопільської обласної ради від 22.03.1971 р. № 147                                                            |
| 19 | Князівський палац, у якому бував Шевченко Т.                                                 | Мем. дошка – 1964 р.           | смт Вишнівець, вул. Замкова, 5                                   | 507             | Рішення виконкому Тернопільської обласної ради від 22.03.1971 р. № 147                                                            |
| 20 | Братська могила активістів села                                                              | 1959 р.                        | смт Вишнівець, Муховецьке кладовище                              | 528             | Рішення виконкому Тернопільської обласної ради від 22.03.1971 р. № 147                                                            |
| 21 | Братська могила часів Другої світовій війни (невідомі)                                       |                                | с. Млинівці                                                      | 1623            | Наказ управління культури Тернопільської обласної державної адміністрації від 18.10.2005 р. № 112                                 |
| 22 | Пам’ятний знак воїнам-землякам, які загинули в роки Другої світової війни                    | 1969 р.                        | с. Млинівці                                                      | 409             | Рішення виконкому Тернопільської обласної ради від 22.03.1971 р. № 147                                                            |
| 23 | Могила воїнів Української Повстанської Армії (11 чол.)                                       |                                | с. Очеретне                                                      | 1624            | Наказ управління культури Тернопільської обласної державної адміністрації від 18.10.2005 р. № 112                                 |
| 24 | Пам’ятний знак воїнам-землякам, які загинули в роки Другої світової війни                    | 1975 р.                        | с. Очеретне                                                      | 635             | Рішення виконкому Тернопільської обласної ради від 12.06.1978 р. № 286                                                            |
| 25 | Пам’ятний знак воїнам-землякам, які загинули в роки Другої світової війни                    | 1985 р.                        | с. Устечко                                                       | 1152            | Рішення виконкому Тернопільської обласної ради від 26.08.1986 р. № 250                                                            |

## Пам'ятки монументального мистецтва
| № | Назва                                                               | Дата        | Адреса                                     | Охоронний номер | Документ про взяття на облік                                                                      |
| - | ------------------------------------------------------------------- | ----------- | ------------------------------------------ | --------------- | ------------------------------------------------------------------------------------------------- |
| 1 | Пам’ятник (капличка) Олександру Невському                           | 1991 р.     | с. Залісці                                 | 1447            | Наказ управління культури Тернопільської обласної державної адміністрації від 18.10.2005 р. № 112 |
| 2 | Пам’ятник поету, письменнику, художнику Шевченку Тарасу Григоровичу | 1989 р.     | смт Вишнівець                              | 1453            | Наказ управління культури Тернопільської обласної державної адміністрації від 18.10.2005 р. № 112 |
| 3 | Розп'яття і арка перенесені з костелу св. Михайла                   | с. XVII ст. | смт Вишнівець, біля католицького кладовища | 1454            | Наказ управління культури Тернопільської обласної державної адміністрації від 18.10.2005 р. № 112 |